# Darisodes mauritiaria
Darisodes mauritiaria là một loài bướm đêm trong họ Geometridae.